# Bergneustadt
Bergneustadt (pronunciación en alemán: /bɛʁkˈnɔɪ̯ˌʃtat/ⓘ) es una ciudad del distrito de Renania del Norte-Westfalia, Alemania, formando parte del distrito del Alto Berg. Está situada a cerca de 50 km al este de Colonia.

## Historia
Bergneustadt aparece mencionada por primera vez en documentos oficiales en 1301. En estos documentos, la localidad aparece nombrada como Niestat.
La localidad fue fundada para proteger el condado Mark del arzobispado de Colonia. Por eso recibe el fuero municipal en sus primeros años después de la fundación.
El escudo fue otorgado el 24 de diciembre de 1876. Consta de dos partes que representan los fundadores de la ciudad: La mitad arriba (con las tiras amarillas) proviene del escudo del condado Mark y la mitad abaja proviene del escudo del condado Berg.

## Economía e Infraestructura
El empleador más grande de Bergneustadt es Metalsa Automotive GmbH, un proveedor de la industria automovilística que emplea 2000 trabajadores en la ciudad y 12200 globalmente. Otro empleador grande es Gizeh, una empresa de envoltorios y productos plásticos, fundada en 1920 y que emplea 300 personas.

### Tráfico
Bergneustadt está situada cerca de la autopista A4 con una propia salida. La autopista conecta la ciudad con Colonia en el oeste y Olpe en el este.
Cuatro líneas del autobús conectan Bergneustadt con las ciudades vecinas.
También hay un campo de aviación en el barrio Auf dem Dümpel que está autorizado por aeroplanos pequeños y planeadores.